# Parazaona chilensis
Parazaona chilensis är en spindeldjursart som beskrevs av Beier 1964. Parazaona chilensis ingår i släktet Parazaona och familjen blindklokrypare. Inga underarter finns listade i Catalogue of Life.